# Libacao
Libacao es un municipio filipino de tercera clase, perteneciente a la provincia de Aclán, en las Bisayas Occidentales.

## Historia
Hacia mediados del siglo XIX, el lugar, por entonces perteneciente a Malinao y a la provincia de Cápiz, tenía alrededor de 354 casas. Aparece descrito en el segundo volumen del Diccionario geográfico, estadístico, histórico de las Islas Filipinas (1851) de Manuel Buzeta Núñez y Felipe Bravo con las siguientes palabras:

LIBACAO: visita del pueblo de Malinao, en la isla de Panay, prov. de Capiz, dióc. de Cebú; sit. en la costa N. de la isla, terreno llano, despejado, y clima templado y saludble. Tiene tribunal, en el cual está la cárcel, una pequeña igl., escuela con una corta dotacion pagada de los fondos de comunidad, y como unas 354 casas. En el art. de la matriz se incluyen su pobl. y trib.
(Buzeta y Bravo, 1851, p. 159)

En 2020, tenía censados 28 272 habitantes.